# 美國參議院鐵達尼號沉沒調查

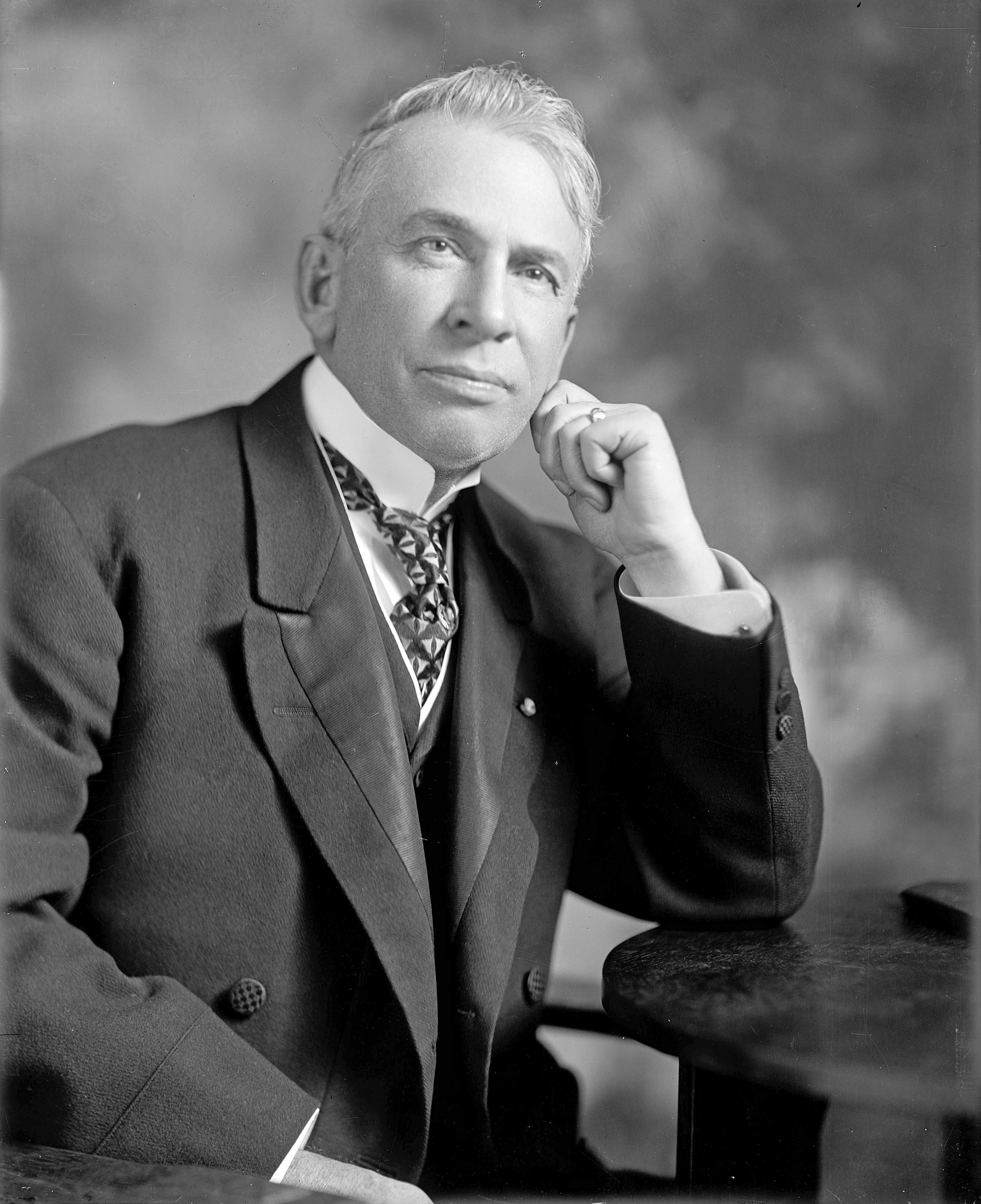
参议员威廉·阿尔登·史密斯主持了调查

1912年4月15日发生的泰坦尼克号沉没事故导致美国参议院对事故发起调查。该调查由參議員威廉·阿尔登·史密斯主持，并由美国参议院商务委员会下的一个小组委员会负责。听证会于1912年4月19日在纽约开始，随后迁至华盛顿特区。5月25日，听证会重新返回到纽约并公布了结论。
官方调查共持续了18天。史密斯以及七名其他议员对幸存乘客、船员和第一时间施救的人员进行了询问。80余名目击者出庭作证或写下证词。证词涉及的主题包括：所收到的冰山警告、救生艇数量不足之情况、船只的操控与速度情形、泰坦尼克号的遇险呼救信号，以及船只的疏散状况。
委员会报告于1912年5月28日提交美国参议院。报告中所给出的建议，以及英国对事故的调查，导致了相关安全法规的革新。

## 背景
1912年4月15日凌晨，白星航運跨大西洋航班的泰坦尼克号在南安普顿至纽约航程之中发生沉没。事故发生在北大西洋上，哈利法克斯以东700海里处。泰坦尼克号在海面上撞上冰山，并于几小时之后沉没。共有1500多名乘客及船员丧生，仅有710人登上救生艇，并于几小时后被卡柏菲亚号搭救。起初，美国和英国对于灾难程度都有所困惑，然而一些报纸却报导说船上乘客和船员皆很安全。但在卡柏菲亚号到达纽约后，人们才清楚地认识到，被认为永不沉没的泰坦尼克号已经沉没，还有许多人罹难。美英两国皆成立了官方调查机构调查此次事故的情况。

## 组建

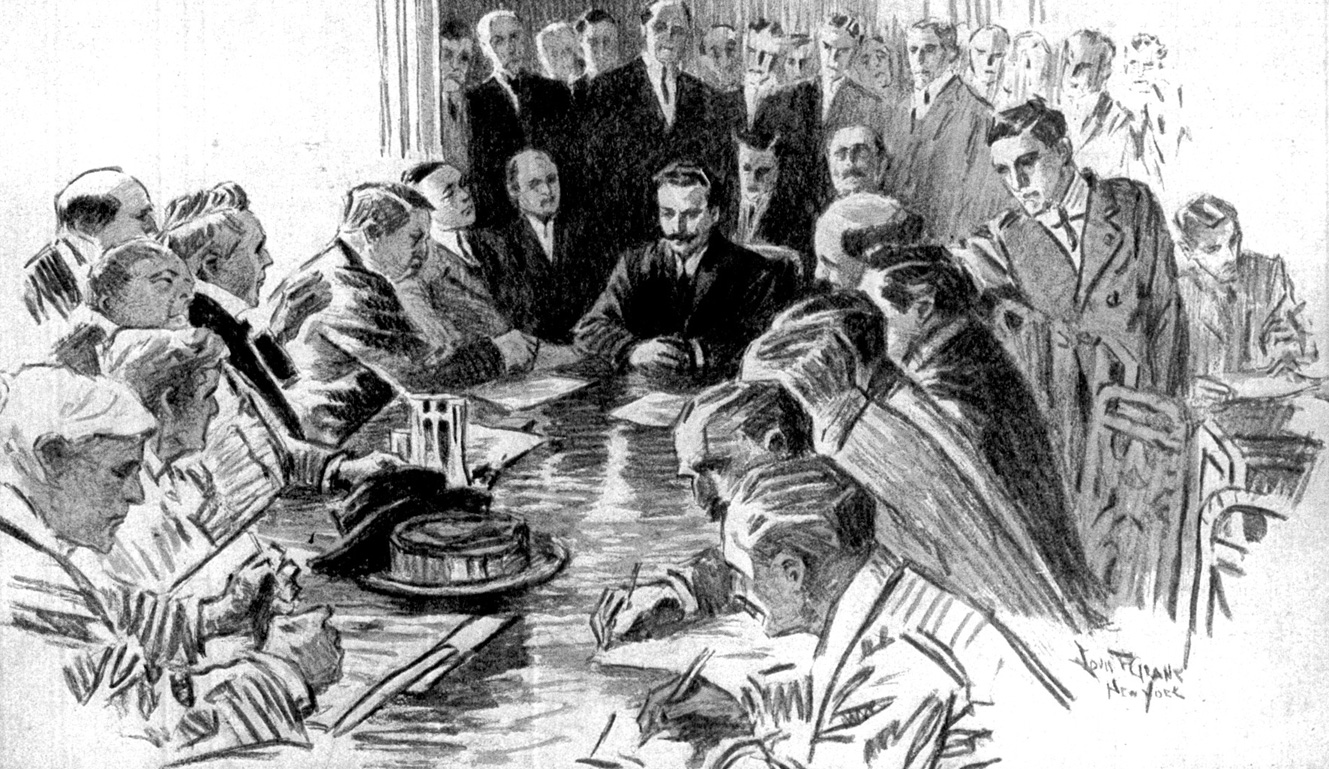
调查在纽约华道夫-阿斯多里亚酒店正式启动，約瑟夫·布魯斯·伊斯梅首先接受质询

在这场灾难的消息传至参议员威廉·阿登·史密斯耳中时，他意识到可借此机会发起对海事安全的调查。史密斯是来自密歇根州的共和党参议员，先前曾调查过铁路安全问题，并为许多国会通过的安全与运行条例投过赞成票，而这些法令用于来管理美国铁路行业的运行。 他还意识到，如果美国要在幸存乘客及船员返回家乡之前对其进行调查，就必须迅速采取行动。他最初试图联系美国总统威廉·霍华德·塔夫脱，但被总统秘书告知无意采取行动。
尽管如此，史密斯還是發起倡議。1912年4月17日，他在参议院发表讲话，并提出一项决议，以授权商务委员下辖的委员会举行听证会，调查沉船事故。该决议获得通过，商务委员会主席克努特·纳尔逊议员钦点史密斯为小组委员会主席，并由他主持听证会。第二天，史密斯前往拜谒了塔夫脱总统。总统在先前刚刚得到消息，称其朋友兼军事顾问阿奇博尔德·巴特未能幸免于难。于是两人一同安排了调查相关的额外措施，包括派遣海军为卡柏菲号护航，以确保无人可在船靠岸之前离开。
当天下午，史密斯、另一位参议员，一位委员会成员弗朗西斯·G·纽兰兹，以及其他官员一同乘火车前往纽约市，准备在卡柏菲号靠岸时前往迎接。卡柏菲号于4月28日抵达。根据已知信息，白星航运董事长兼总经理約瑟夫·布魯斯·伊斯梅在此次事故中幸存，而他们此行目的就是向伊斯梅及幸存官员和船员送达传票，要求他们留在美国参与调查，并出席作证。史密斯及其同事登上卡柏菲号，向伊斯梅传达通知，要求其在第二天上午在委员会面前作证。听证会最初于4月19日在纽约华尔道夫酒店举行，随后改在华盛顿特区的罗素参议院办公楼举行。

## 法务人员
小组委员会共有七名参议员，除委员会主席史密斯之外，还有三名共和党人和三名民主党人，这六人分别是乔纳森·伯恩（俄勒冈州共和黨人）、西奥多·E·伯顿（俄亥俄州共和黨人）、邓肯·U·弗莱彻（佛罗里达州民主黨人）、弗朗西斯·G·纽兰兹（内华达州民主黨人）、乔治·克莱门特·珀金斯（加利福尼亚州共和黨人）和佛尼夫德·麥可蘭多·西蒙斯（北卡罗来纳州民主黨人）。 委员会成员经过精心挑选，分别代表两党中的保守派、温和派和自由派。
委員會的成員會在不同時間進行質詢，而非七人一塊發起詢問。然而，委員會的大部分工作皆由史密斯主導，他親自主持了對所有關鍵證人的質詢。這使得委員會内部出現一些緊張情緒，史密斯也被一些人看作敵人，因爲他的行爲被視為企圖奪人眼球。與此同時，這也導致一些成員很少參加聽證會，因爲他們實在沒什麽事情可做。

## 听证

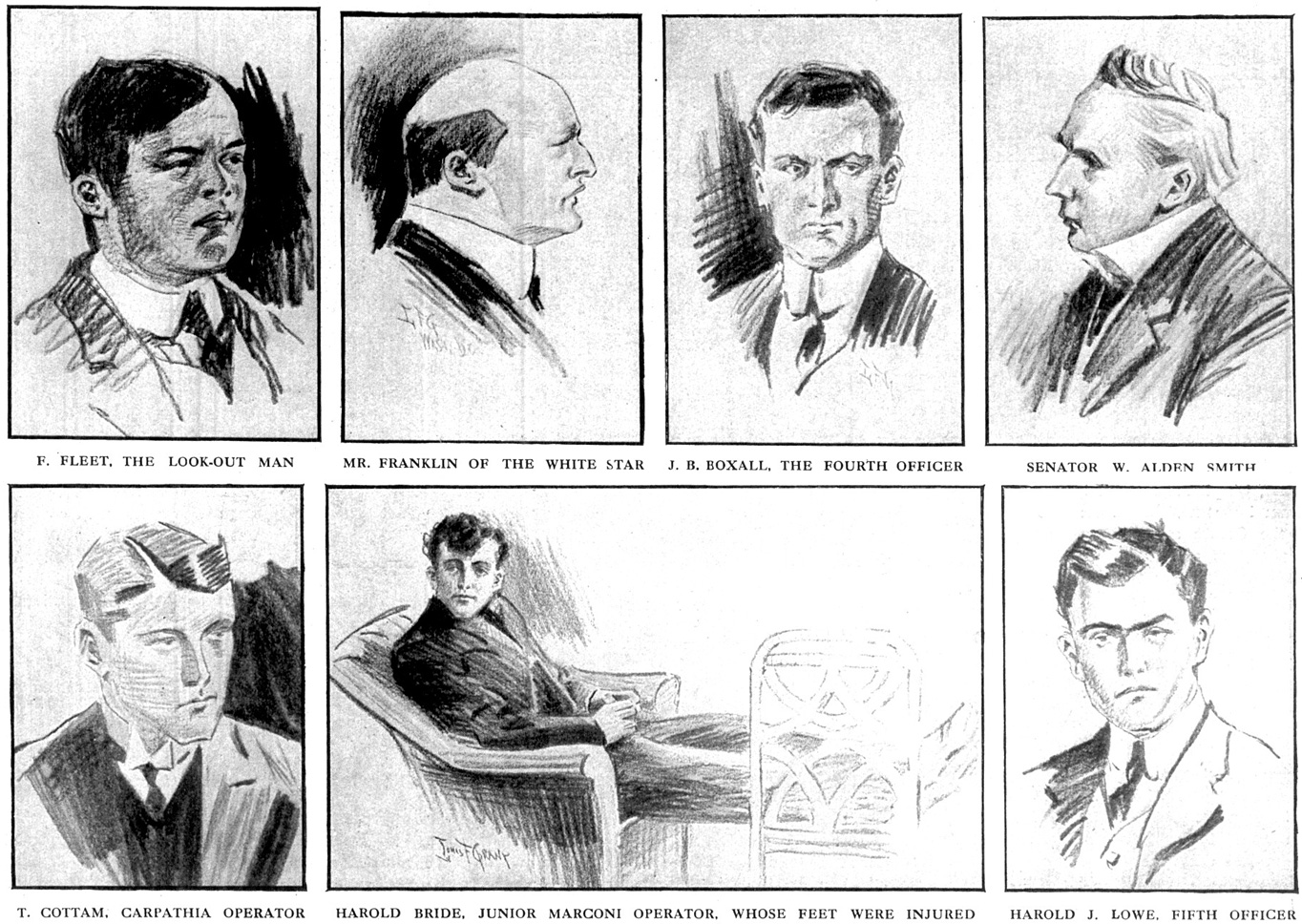
參議院調查中的證人

在18天的官方調查中，共有80多位證人的證詞記錄在案。這些人包括：幸存乘客和船員、在场其他船只的船长与船员、專家证人、許多官員以及其他一些接收傳達災難消息的人。證據來源多種多樣，從口供到聽證，從通信證詞到宣誓證詞。主題包括了所收到的冰山警告、救生艇数量不足（但又合乎法律）之情况、船只的操控与速度情形、泰坦尼克号的遇险呼救信号、以及船只的疏散状况。
幸存官員、船員以及乘客中接受質詢或是提供證據的有：J·布魯斯·伊斯梅（首位接受質詢的證人）、最高等級幸存官員查理·萊托勒（泰坦尼克号二副）、拉响警报的瞭望员范德瑞克·弗莱特、無綫電報員哈羅德·布萊德、以及頭等艙乘客阿奇博·格雷西四世。其他船隻作證的船長及船員有：亞瑟·羅斯特龍（卡柏菲號船長）、哈羅德·科塔姆（卡柏菲號上的無綫電報員）、斯坦利·羅德（加州人號船長）、以及赫伯特·哈多克（奧林匹克號船長）。提供无线电交流，冰山警报以及媒体报道等通话通讯信息的专家证人有：古列尔莫·马可尼（馬可尼公司董事长）、乔治·奥蒂斯史密斯（美國地質調查局局长）、以及梅尔维尔·埃利贾·斯通（美联社总经理）。
國際商業海洋公司副总裁菲利浦·A·S·富兰克林也被召來作證（该公司是以约翰·皮尔庞特·摩根为首的航运联盟，为白星航运母公司）。1912年5月25日，调查工作以史密斯拜访泰坦尼克号的姊妹舰奥林匹克号作结。他访问了一些船员，并检视了与泰坦尼克号相同的水密门和舱壁。

## 报告与结论
最終報告於1912年5月28日遞交參議院。該報告共19頁長，還附有44頁展品，以及1145頁的證詞與宣誓詞。报告中所给出的建议，以及英国对事故的调查，导致了相关安全法规的革新。下列為報告的主要發現：
- 对紧急情况应对不足，使得泰坦尼克号上的乘客与船员处于一种毫无准备的情境之下，撤离一直杂乱无章：“未对全船发出警报，未能正式集结船只的官员，也未能按照预案有序逃生。”
- 船上的安全与救生器材未经过适当测试。
- 泰坦尼克号船长爱德华·约翰·史密斯对危险的漠不关心也是导致这次悲剧的直接因素之一，这一切本不应当发生。
- 救生艇不足是英国贸易委员会失责所致，“其监管松弛且检验仓促，很大程度上要为这场可怕的悲剧负责。”
- 加州人号远比其他愿意施救的船只靠近泰坦尼克号，因而英国政府需对其船长采取强硬措施。
- J·布鲁斯·伊斯梅虽然没有指使船长加快速度，但是他在船上可能促使了船长这样去做。
- 三等舱乘客虽未被阻止前往救生艇，但在许多时候，当他们意识到船只正下沉时，都为时已晚。[25]

該報告强烈抨擊了現有的航海做法，並批評該船建造者，擁有者，官員和船員促使了這場災難。報告中還强调，船上普遍存在著傲慢和自满的現象，在航运业和英国贸易局内，這種現象更為嚴重。兩國調查均未發現國際商業海洋公司或白星航運存在過失，兩家公司只是遵循了標準慣例，因而這場災難只能歸咎於上帝。
参议员史密斯建議對停靠美国的客船实施新的制度，并就此提出了一系列建议：
- 船只在进入已知的浮冰区域时应当减速慢行，并增派额外的瞭望员。
- 航行信息应迅速传达舰桥，并根据需要进行传播。
- 船上应配备足够的救生艇，足以搭载所有人。
- 所有船只都应配备无线电且日夜值守。[28]
- 需要制定新的规则，对无线电报的使用进行管理。
- 应对乘客进行适当的救生艇培训。
- 船只在海上发射火箭只应作为遇险信号，而非用于任何其他目的。[24]

美方调查报告在呈交之时，还进行了两场演讲，分别由史密斯和参议员伊西多·雷纳（马里兰州民主黨人）举行。 在其演说的结尾，史密斯宣称：
我們剛剛經歷了這場災難，到處都留下了深切的悲傷；我們心痛欲裂，滿腔傷痛無處表達；藝術家將因其描述海洋的筆觸而成為代表；國家士兵，貿易的守護者將會得到應有的尊重；山峰也會為紀念這些英雄事跡而裂開，露出白色大理石。在这里，亲属关系是维系这些丧生者与他们家庭的唯一纽带，一小群亲属围在厨房的炉火旁，讲述着那些随船沉没的人的同情与怜悯。这些都是情感宝库中的精选片段，但有时其也会褪色；海洋成为永久纪念死者的地方；该事件应该作为提高警惕的契机，以使得我们的后代将来可以为这一事件赋予追求更美好事物的最高动机。

雷纳的结语收到了与会议员的热烈掌声：
令人驚歎的安魂曲聲飄蕩在海上，沉入到海底，那些給予他們生命的器物都安靜了下來，就如柳樹上的琴寂靜了下來，只有「與主更親近」的旋律在这片地方回荡。其回声甚至可以在这些立法大厅听到，在每一处立法者和代表们颁布及管理法律的地方听到，在每个家庭中，每个火炉边听到，从富人的豪宅到穷人的棚屋，如果我们想要感受到这一种服从和调节的神圣法则，作为补偿，我们则需要怀有虔诚，这一存在远高于我们的法律。在这可怕时刻的黑暗之后，我们将进入更美好的一天，总统阁下，在这宿命之夜的人们，他们的性命不会白白消逝。
史密斯提請了三項決議：其一是授予卡柏菲號船長羅斯特龍一枚國會金質獎章，其二是重新评估现行海事法案，其三是建立委員會負責海上船隻的建造與器材相關的法律法规。该报告中对无线电报监管的建议在1912年《无线电法案》中得到实施。该法案规定，美国境内所有的无线电台都必须获得联邦政府的许可，与此同时，要求远洋船只持续監視呼救频率。當時正在施行的1910年《无线船舶法案》也得以修订，增加了船上无线电管理的新规。

## 反应

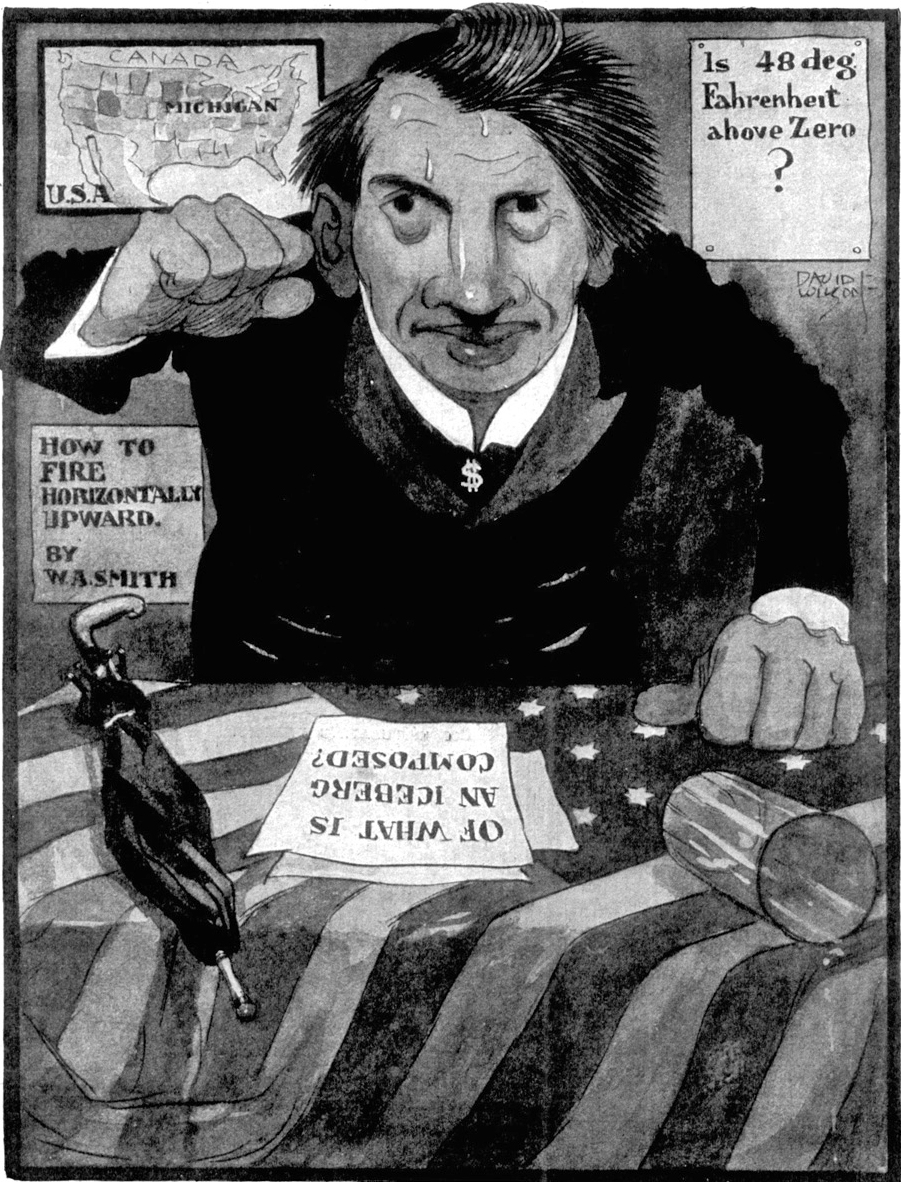
大卫·威尔逊的讽刺漫画《认真的重要性》，抨击史密斯担任委员会主席

该调查的進行過程和史密斯的質詢風格，在英国都饱受批判。有一次他詢問泰坦尼克号的五副哈羅德·羅威，冰山是由什么组成的，罗威回答说："我猜是冰，先生。"尽管泰坦尼克号间接属于一家美国财团——国际商业海洋公司，但是该调查被视作一次对英国航运业的打压，和一场对英国尊严的冒犯。小组委员会因其肆无忌惮地传唤英国臣民而受到抨击，史密斯本人也因其显而易见的无知而备受嘲笑。他成为音乐厅的笑柄，被赋予“防水”史密斯（"Watertight" Smith）的绰号。伦敦竞技场作为领先的音乐厅，准备为他提供5万美元，让他在舞台上演出他喜欢的任何主题（但该提议未被接受），媒体对其进行了无情嘲讽。当时一首讽刺歌谣如此唱道：

我是合眾國參議員史密斯，

參議員史密斯，就是我，

調查方式存在著大問題，

參議員史密斯，就是我！

你會怔住，因為你發現

我是個鐵石心腸的傢伙。

當我說一件事必須怎樣，

你看那件事會做得很好。

我要開始質詢並發現些什麼，

我就坐在這裡等待聯合王國前來——

這就是我！

合眾國參議員史密斯。

许多报纸都发表了尖锐的社论漫画，描绘史密斯令人不愉快的方面，例如由爱尔兰漫画家大卫·威尔逊绘制，並由《The Graphic》出版的插画——《认真的重要性》。这些观点甚至超越了党派和阶级纷争。《晨报》断言道：“即便是学童也会为史密斯先生的无知感到脸红”，《每日镜报》谴责他“使得自己在英国海员眼中荒唐可笑，英国船员尚且懂得船只的知识，而参议员史密斯则是一无所知。” 《The Graphic》称其“质询暴露了他的无知，并使得全世界都在嘲笑他。”《每日电讯报》表示，雇用非专业人士进行调查存在着致命的缺陷，这“有效地说明，以外行思维无法掌握海上航行问题。”《每日郵報》也表达了相同的顾虑，它称，“这之中全无专业知识，整个过程都只体现想要熟悉航海事物和海洋的渴求” ，《晚间标准报》批评其“有如专家一样对海上事故发起调查，做了本应由国家法官做的事情。”就连史密斯的身世也遭到嘲讽，《每日快報》称他为“来自密歇根州偏远地区的人” ，并将该州描绘为，“人员皆由袋鼠与牛仔组成，他們和篷車关系親密，這為当地仅有的一种船只。”他在参议院的闭幕演讲受到英国媒体的无情抨击，后者称其“夸夸其谈”，“怪诞不经”，“是暴力且无理的诽谤”。 
英国政府也对这次调查怀有敌意。外交及聯邦事務大臣爱德华·格雷提到，他对参议员们故意刁难贸易委员会，并将责任归咎于其法规不充分这一做法嗤之以鼻。英国驻美国大使詹姆斯·布莱斯要求塔夫脱总统解散委员会，并拒绝承认其管辖权。
一些英國作家，卻對調查讚賞有加。G·K·卻斯特頓稱：「史密斯議員是否知曉真相並不重要，重要的是他確實在努力尋查。」《Review of Reviews》創辦者威廉·托馬斯·斯特德亦是事故親歷者，他宣稱：「我们宁愿不知道史密斯参议员，也不知道伊斯梅先生。專家告訴我們，鐵達尼號是永不沉沒的——但我更願意從未聽說過這句話！」
美国对此反应积极。纽约先驱报发表了一篇社论表示支持：“没有什么比参议院委员会的调查更具同情心，更加温和了，但是自傲的英格兰大亨们却觉得调查无关紧要……这个国家打算找到问题的原因：为什么这么多美国人的生命因英国海员的无能而白白浪费，为什么妇女儿童被送向死亡，但却有如此多的英国船员得救。” 美国媒体对史密斯的调查结果表示欢迎，并对其建议表示接纳，还赞扬他确定了灾难的关键事实。 

## 传记
- Barczewski, Stephanie. . London: Continuum International Publishing Group. 2011. ISBN 978-1-4411-6169-7.
- Butler, Daniel Allen. . Mechanicsburg, PA: Stackpole Books. 1998. ISBN 978-0-8117-1814-1.
- Eaton, John P.; Haas, Charles A. . Wellingborough, UK: Patrick Stephens. 1994. ISBN 978-1-85260-493-6.
- Gibson, Allen. . Stroud, Glos.: The History Press. 2012. ISBN 978-0-7524-5625-6.
- Lynch, Donald. . New York: Hyperion. 1998. ISBN 978-0-7868-6401-0.
- Medoff, Norman; Kaye, Barbara K. . Focal Press. 2010. ISBN 978-0-2408-1256-4.
- Matson, Brad. . Twelve (Grand Central Publishing). 2008. ISBN 0446582050.
- Ward, Greg. . London: Rough Guides. 2012. ISBN 978-1-40538-699-9.
- Wolf, Lucien. . The Graphic. 4 May 1912.

## 延伸阅读
- Complete transcripts of the inquiry and report are available at The U.S. Senate Inquiry （页面存档备份，存于） (Titanic Inquiry Project)
- The opening stages of the inquiry are covered in chapters 12 and 13 ('Yamsi' and 'Investigation') in Titanic's Last Secrets (Brad Matson, 2008) ISBN 0446582050
- Chapter 2 ('He Ought to Have Gone Down with the Ship') of The Titanic Story: Hard Choices, Dangerous Decisions （页面存档备份，存于） (Stephen Cox, 1999) ISBN 0812693965
- For more on the role played by Senator Newlands, see Senator Newlands' Forgotten Titanic Role (Nevada State Library and Archives)
- Notes on Life and Letters by Joseph Conrad includes an essay ("Certain Aspects of the Admirable Inquiry into the Loss of the Titanic") on the inquiries (Wikisource)